# 諾布爾鎮區 (印地安納州拉波特縣)
諾布爾鎮區（英語：Noble Township）是位於美國印地安納州拉波特縣的一個行政鎮區。

## 地方資料
根據2010年美國人口普查的數據，諾布爾鎮區的面積為81.10平方千米，當中陸地面積為81.00平方千米，而水域面積為0.10平方千米。當地共有人口1625人，而人口密度為每平方千米20.04人。